# Fradique de Menezes
Fradique Bandeira Melo de Menezes (Água Têlha, Mé-Zóchi, 21 de Março de 1942) é um político são-tomense. Foi presidente do seu país, de 2001 até 2011.

## Biografia
Menezes nasceu na então Província Ultramarina de São Tomé e Príncipe em 1942, filho de um português e de uma mulher local. Ele frequentou o ensino médio em Portugal. Em seguida, estudou no Instituto Superior de Psicologia Aplicada em Lisboa, Portugal e na Universidade Livre de Bruxelas. 

## Carreira
Menezes é um empresário de sucesso. Foi Ministro dos Negócios Estrangeiros de São Tomé e Príncipe de 1986 a 1987. Foi eleito Presidente no pleito de 2001 com cerca de 55,2% dos votos, derrotando Manuel Pinto da Costa, que recebeu cerca de 40%. Menezes tomou posse em 3 de setembro de 2001. Sua elegibilidade como candidato foi questionada, pois também possuía nacionalidade portuguesa, mas renunciou e sua candidatura foi aprovada. Em 16 de julho de 2003, enquanto ele estava ausente na Nigéria, houve um golpe de estado militar liderado por Fernando Pereira, mas Menezes foi restaurado ao poder em 23 de julho de 2003, após um acordo.
Menezes foi reeleito em 30 de julho de 2006, conquistando 60,58% dos votos e derrotando Patrice Trovoada  filho do ex-presidente Miguel Trovoada. 
A descoberta de uma conspiração de golpe supostamente envolvendo o líder da Frente Democrática Cristã , Arlecio Costa, foi anunciada em 12 de fevereiro de 2009. Costa e mais de 30 outros foram presos. Em entrevista coletiva em 24 de fevereiro, Menezes disse ter sido "tocado" pelo apoio das forças de segurança; ele também disse que estaria disposto a deixar o cargo se ele fosse "a razão de as coisas não estarem funcionando neste país". 

Menezes recebeu o Prêmio Cultura da Paz Mundial em 13 de julho de 2002.